# Časová pásma v Ekvádoru

Mořské hranice Ekvádoru

Časová pásma v Ekvádoru pokrývají délkový rozsah 16°49', což odpovídá časovému rozdílu nejvýchodnějšího a nejzápadnějšího cípu území Ekvádoru 1,12 hodiny, který je rozdělen do dvou standardních časových pásem. Sezónní změna času není zavedena.

## Standardizovaný čas
Na pevnině a k ní těsně přiléhajících ostrovech platí čas UTC-05:00; nazývá se španělsky Tiempo Ecuador Continental a někdy se uvádí v anglické zkratce ECT. Na Galapágách platí UTC−06:00, španělsky Tiempo Ecuador Insular, někdy zkracovaný jako GALT.
Za standardizaci času odpovídá Ekvádorská normalizační služba (Servicio Ecuatoriano de Normalización – INEN).

## Historie
Na pevnině je čas standardizován od roku 1931. Čas byl posléze uplatňován jednotně a celém území až do roku 1986, kdy byl na  Galapágách čas posunut o hodinu. Letní čas platil  během vlády prezidenta Sixta Durána Balléna jedinou sezónu 1992-93.